# Schutzbach
Schutzbach ist eine Ortsgemeinde im Landkreis Altenkirchen (Westerwald) in Rheinland-Pfalz. Sie gehört der Verbandsgemeinde Daaden-Herdorf an.

## Geographie
Schutzbach liegt im Tal der Daade an der Landesstraße 280 und entlang eines Seitentals dieses Baches, etwa vier Kilometer südöstlich von Betzdorf und ebenfalls vier Kilometer südwestlich von Herdorf. Der Ort hat einen Haltepunkt der Daadetalbahn.

## Geschichte

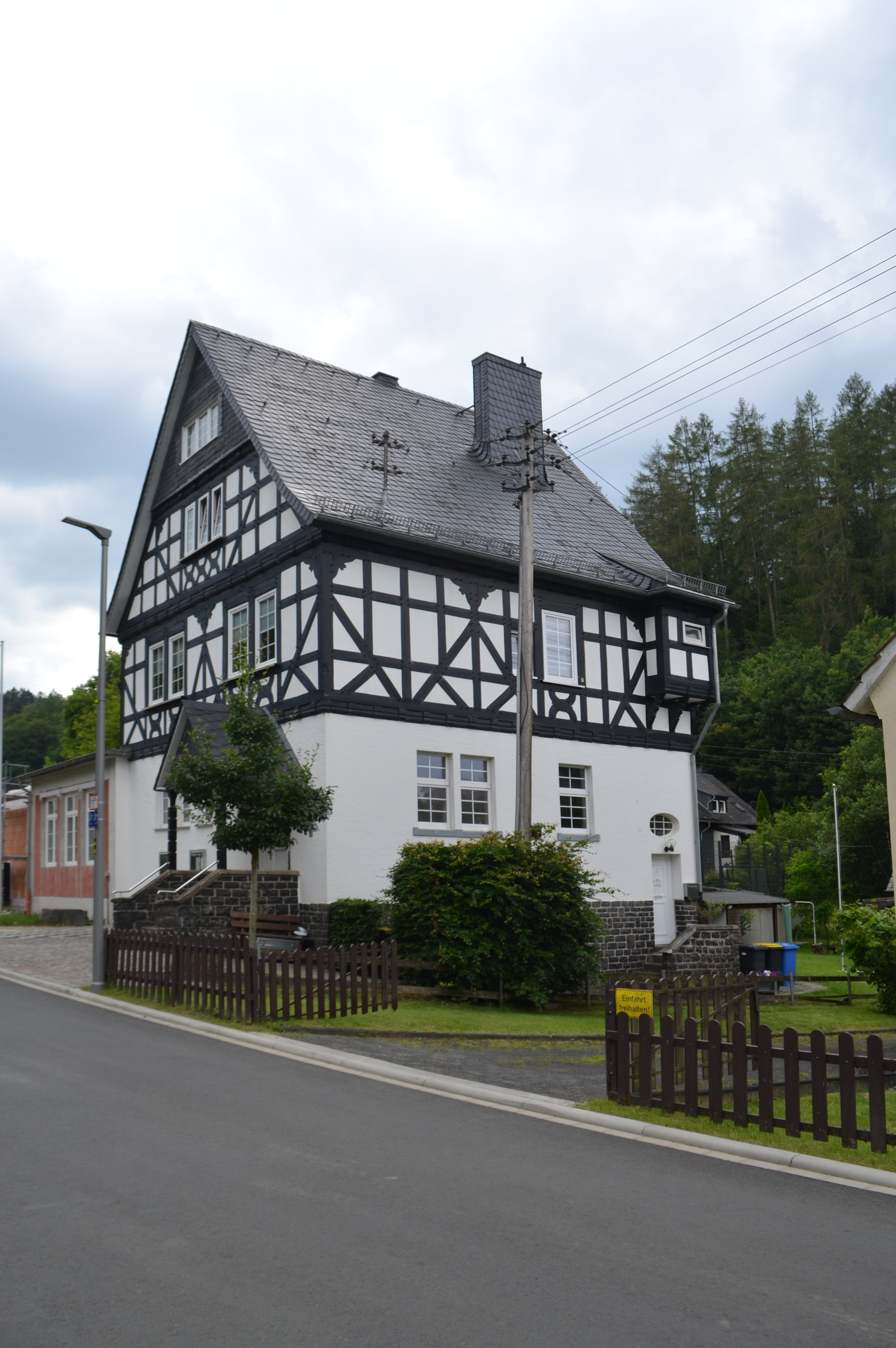
Frühere Schule, jetzt Dorfgemeinschaftshaus

Bereits 1370 wird eine Schutzbacher Hütte erwähnt und damit ein Hinweis auf Erzbergbau und -weiterverarbeitung gegeben.
Schutzbach gehörte bis zum Jahr 1806 zur Grafschaft Sayn-Altenkirchen. Das Dorf war geteilt, ein Teil gehörte zum Kirchspiel Gebhardshain und zum Amt Freusburg, der andere zum Kirchspiel Daaden und zum Amt Friedewald. Die Grafschaft Sayn-Altenkirchen kam 1791 auf dem Erbweg zu Preußen und wurde 1803 im Reichsdeputationshauptschluss dem Fürstentum Nassau-Usingen zugesprochen. 1806 traten die beiden nassauischen Fürsten dem napoleonischen Rheinbund bei, sodass die Region von 1806 an zum Herzogtum Nassau gehörte. Aufgrund der auf dem Wiener Kongress (1815) getroffenen Vereinbarungen wurde das Gebiet der ehemaligen saynischen Grafschaften an das Königreich Preußen abgetreten.
Unter der preußischen Verwaltung wurde Schutzbach der Bürgermeisterei Daaden im neu errichten Kreis Altenkirchen zugeordnet, der von 1822 an zur Rheinprovinz gehörte.
Bevölkerungsentwicklung
Die Entwicklung der Einwohnerzahl von Schutzbach, die Werte von 1871 bis 1987 beruhen auf Volkszählungen:
| Jahr | Einwohner |
| 1815 | 57        |
| 1835 | 100       |
| 1871 | 141       |
| 1905 | 218       |
| 1939 | 214       |

| Jahr | Einwohner |
| 1950 | 217       |
| 1961 | 269       |
| 1970 | 398       |
| 1987 | 443       |
| 2005 | 444       |

## Politik

### Gemeinderat
Der Gemeinderat in Schutzbach besteht aus acht Ratsmitgliedern, die bei der Kommunalwahl am 9. Juni 2024 in einer Mehrheitswahl gewählt wurden, und dem ehrenamtlichen Ortsbürgermeister als Vorsitzendem.

### Bürgermeister
Ortsbürgermeister von Schutzbach ist Detlef Faikus. Bei der Direktwahl am 26. Mai 2019 wurde er mit einem Stimmenanteil von 82,93 % und am 9. Juni 2024 als einziger Bewerber mit 80,9 % für jeweils fünf Jahre in seinem Amt bestätigt.

### Ehemalige Ortsbürgermeister
- 1954–1989: Helmut Weber († 20. April 1994)[6]

## Wirtschaft
Bis um 1800 existierten an der Daade eine Eisenhütte und ein Hammerwerk. In mehreren Bergwerken an den das Dorf umgebenden Hängen wurde vorwiegend Eisenerz („Spateisenstein“, Siderit) abgebaut. Überreste des Bergbaus (Stollen, Halden) sind teilweise noch sichtbar.
Heute bieten noch kleinere Industrie- und Handwerksbetriebe Arbeitsplätze vor Ort.

## Trivia
Eine der bekanntesten Schutzbacher Erzgruben ist die Grube „Grüneau“, die sich in mineralogischer Hinsicht durch eine Fülle verschiedener, teils sehr seltener Sulfiderzminerale und deren Sekundärbildungen auszeichnet.
Die Grube Grüneau ist dabei Typlokalität – und bisher einziger Fundort – des 1989 erstmals beschriebenen, hier neu entdeckten Minerals Mückeit, einem Kupfer-Nickel-Wismut-Sulfid mit der Formel CuNiBiS3.  Auch ist die Grube der bisher einzige bekannte, deutsche Fundort des Minerals Euchroit, einem wasserhaltigen Kupfer-Arsenat.

## Verkehr
In Schutzbach befindet sich ein Haltepunkt der Daadetalbahn, auf welcher die Züge der Linie RB97 der Westerwaldbahn GmbH (WEBA) nach dem Rheinland-Pfalz-Takt täglich im Stundentakt von Betzdorf nach Daaden verkehren.
| Linie | Verlauf | Takt   |
| ----- | --- | ------ |
| RB97  | Daadetal-Bahn: Betzdorf (Sieg) – Alsdorf (Westerw) – Schutzbach – Niederdreisbach – Biersdorf (Westerw) Ort – Daaden Stand: Fahrplanwechsel Dezember 2022 | 60 min |

Am Bahnhof Betzdorf(Sieg) bestehen Anschlüsse an den Rhein-Sieg-Express (RE9) (Aachen–Düren–Köln–Siegburg/Bonn–Au(Sieg)–Siegen), zur RB 95 (Au(Sieg)–Siegen) sowie zur RB96 (Hellertalbahn) (Betzdorf(Sieg)–Herdorf–Haiger–Dillenburg).

## Vereine
Im Ort sind im Sportbereich der SV 70 Schutzbach e. V. und der Schachverein „Königsspringer“ Schutzbach 1965 aktiv. Der 2009 gegründete Heimatverein Schutzbach e. V. hat sich die „Förderung und Pflege des Heimatgedankens und der Dorfgemeinschaft“ zur Aufgabe gemacht.

## Kulturdenkmäler
→ Liste der Kulturdenkmäler in Schutzbach